# كيفن لامبكين
كيفن لامبكين (بالإنجليزية: Kevin Lampkin)‏ هو لاعب كرة قدم بريطاني في مركز الدفاع، ولد في 20 ديسمبر 1972 في ليفربول في المملكة المتحدة. لعب مع نادي ليفربول ونادي مانسفيلد تاون وهدرسفيلد تاون.